# Concorde
För andra betydelser, se Concorde (olika betydelser).
Concorde, Aérospatiale-BAC Concorde 101/102, (från latinets concordia som betyder "enighet") var världens andra överljudsflygplan för passagerartrafik. (Det första i drift var Tupolev Tu-144.)

## Utvecklingen av Concorde

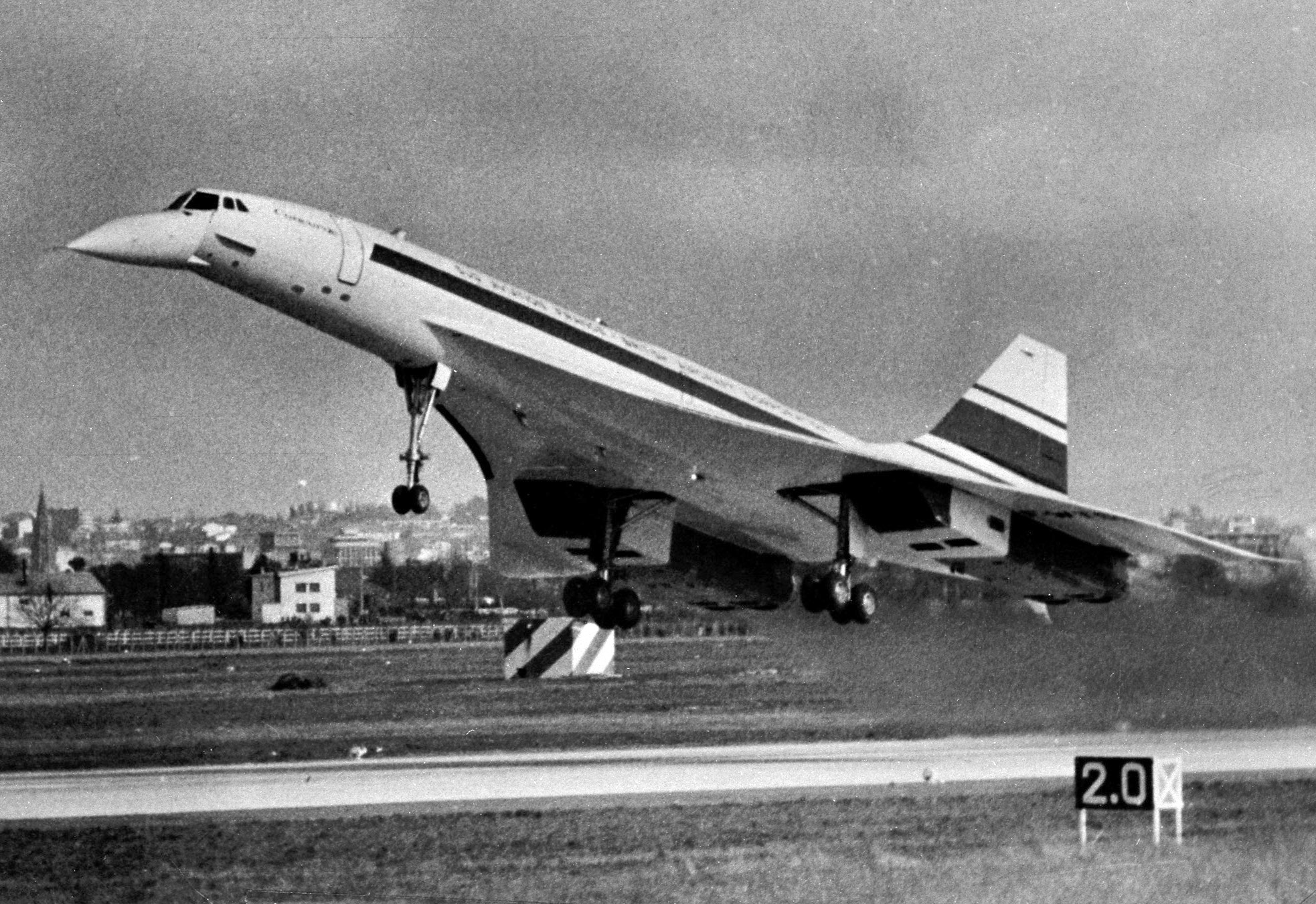
Concorde 001, 1969

I mitten av 1950-talet kom de första militära överljudsplanen. Tanken på ett civilt passagerarflygplan med överljudshastighet växte fram vid samma tid, särskilt i Storbritannien. Ett prestigeprojekt drogs igång av Storbritannien och Frankrike som 1962 enades om att tillsammans utveckla ett sådant plan. En stor samarbetsorganisation skapades och en uppdelning av ansvar tog vid. De företag som deltog i projektet var på fransk sida Aérospatiale (idag Airbus) och Snecma samt på brittisk sida Rolls-Royce och British Aircraft Corporation (BAC) (idag BAE Systems). Planet Concorde gjorde sin jungfruflygning 1969.
Utvecklingen av Concorde kom att ta många år innan planen började gå i reguljär trafik. Utvecklingskostnaderna skenade efterhand i väg vilket har skapat uttrycket "The Concorde Fallacy" (Concorde-felslutet). Man fortsatte att pumpa in pengar i projektet, eftersom man inte ville att de stora summor man redan investerat skulle gå till spillo. Detta trots att projektet inte längre var ekonomiskt hållbart. Detta ledde till ännu större förluster.

## Tekniska detaljer
En detalj som man lägger märke till är den ”knäckta” nosen, d.v.s. att främre delen av planet är vinklad nedåt. Det är den dock bara vid start och landning, eftersom den kan vinklas upp i rakt läge under flygning. Anledningen till denna speciella konstruktion är att piloterna ska kunna se landningsbanan genom vindrutan, vilket inte går när planet går in för landning med nosen i högt läge.

## Flygbolag
- Air France
- British Airways

## Concorde i trafik
Concorde hade sin premiär i reguljär trafik 1976, vilket bara var månader efter det att den sovjetiska motsvarigheten Tupolev Tu-144 hade haft sin premiärflygning. Den väntade succén uteblev dock och endast 20 plan byggdes för British Airways och Air Frances räkning, de båda tillverkarländernas statliga flygbolag. En av orsakerna var konkurrensen från amerikanska Boeings jumbojetar som tog mer folk och drog mindre bränsle per passagerare. Oljekrisen 1973 gjorde flygbränslet mycket dyrare än tidigare vilket ytterligare ökade gapet i flygkostnad gentemot moderna stora flygplan. För vissa destinationer hade man även problem att övertyga myndigheterna om att flygplanet faktiskt inte förde så mycket oväsen som anmärkts från kritiker. Erfarenhet med militära överljudsplan i USA vars ljudbangar krossat rutor, innebar att överljudsfart bara tilläts över hav, och att USA då tappade intresse. Det tar cirka 6 timmar New York-Los Angeles med vanliga jetplan, och USA hade önskat något snabbare.
Concorde fokuserades på en begränsad marknad bland de förmögna och de högsta cheferna. Från British Airways och Air Frances sida lyfte man fram det exklusiva i att flyga Concorde.

## Concorde ur trafik

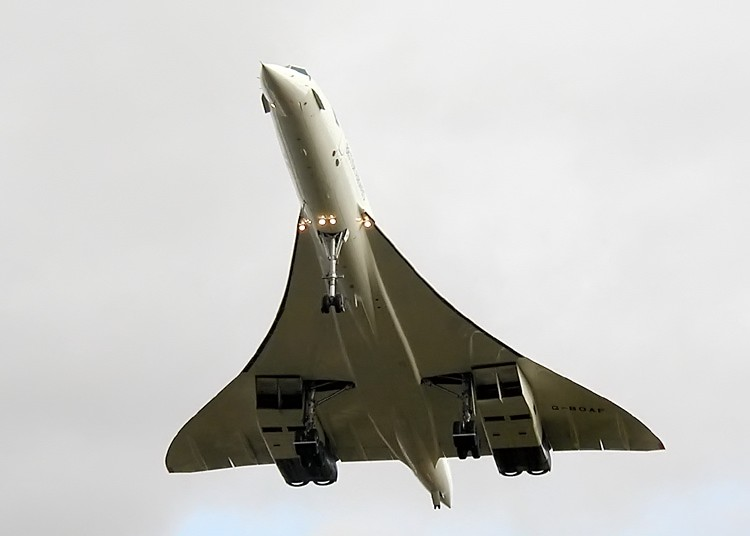
Concordes sista flygning, 26 november 2003.

Den 25 juli 2000 överstegrade ett Concorde-plan från Air France strax efter start i Paris och havererade. Samtliga ombord omkom. Olyckan visade sig bero på flera faktorer, bland annat delar som hade lossnat från en McDonnell Douglas DC-10 som startade strax innan vilket orsakade punktering på ett av hjulen. Hjulet saknade vid detta tillfälle det så kallade "punkteringskyddet" [källa behövs] som ska sitta strax framför hjulet. Punkteringen ledde i sin tur till att delar av det punkterade hjulet slog sönder en bränsletank. När flygledarna rapporterade om brand, och när brandvarningen tjöt på flightdeck, beslutade kaptenen Christian Martée[källa behövs] att lyfta planet, 15 knop före den säkra lyfthastigheten. De fyra motorerna slutade successivt att fungera [källa behövs] vilket tillsammans med mycket låg hastighet ledde till att planet helt enkelt inte fick tillräckligt med lyftkraft utan flög på mycket låg höjd tills det slutligen förlorade flygförmågan (överstegrade) och havererade in i ett hotell utanför Paris.
Samtliga Concorde-plan togs så småningom ur trafik för att kontrolleras. Under lång tid stod Concorde-planen stilla medan olyckan utreddes. Man kom sedan fram till att installera en kevlarduk mellan vingen och de känsliga bränsletankarna, vilket skulle leda till en mycket högre säkerhet. Concorde lyfte återigen den 11 september 2001 men terroristattentaten mot New York och Washington den dagen gjorde dock att man sköt på den första passagerarflighten till december månad. Flygplanet återhämtade sig dock aldrig till dess forna glansdagar och togs ur trafik under 2003.
Concordes sista kommersiella flygning gjordes den 24 oktober 2003. Tre Concordeplan landade då tätt efter varandra på Heathrow i London. Det första kom från Edinburgh, det andra återvände efter en rundtur från Heathrow. Det tredje planet, British Airways flight BA002 från John F. Kennedyflygplatsen i New York, fullbordade den sista schemalagda Concordeflygningen över Atlanten.
De fem återstående flygbara Concordeplanen flögs de följande veckorna till sina slutdestinationer i Manchester (Storbritannien), John F. Kennedyflygplatsen, New York och Seattle (USA) och Barbados (Västindien). Den absolut sista flygningen med en Concorde var turen från London Heathrow till slutstationen Filton-flygplatsen utanför Bristol i Storbritannien den 26 november 2003.
En Concorde (nr 213, F-BTSD) finns på Musée de l'air et de l'espace vid Le Bourgets flygplats i Paris. Air France skänkte en Concorde (nr 205, F-BVFA) till Smithsonian Institution och den står utställd på National Air and Space Museum Steven F. Udvar-Hazy Center vid Dulles International Airport (utanför Washington, D.C.). British Airways har lånat ut ett exemplar (nr 210, G-BOAD) som står utställt på hangarfartyget USS Intrepid i New York. Det kan även beskådas inifrån. Ytterligare en Concorde (nr 207, F-BVFB) skänktes av Air France till teknikmuseet i tyska Sinsheim i närheten av Heidelberg. Denna Concorde är uppställd i startposition och kan beskådas inifrån. Ytterligare en Concorde står uppställd på museum på Barbados och kan beskådas inifrån.

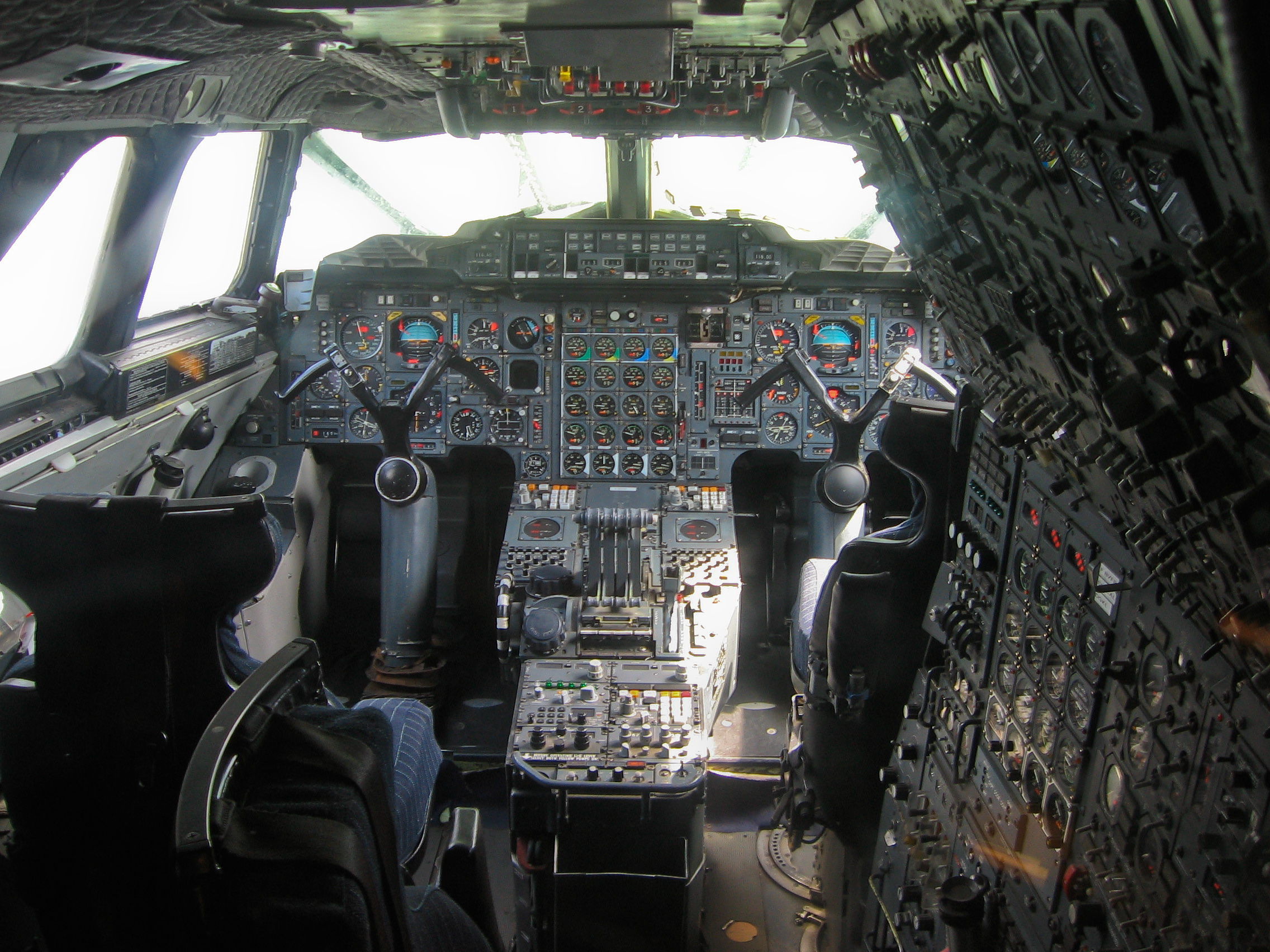
Cockpit
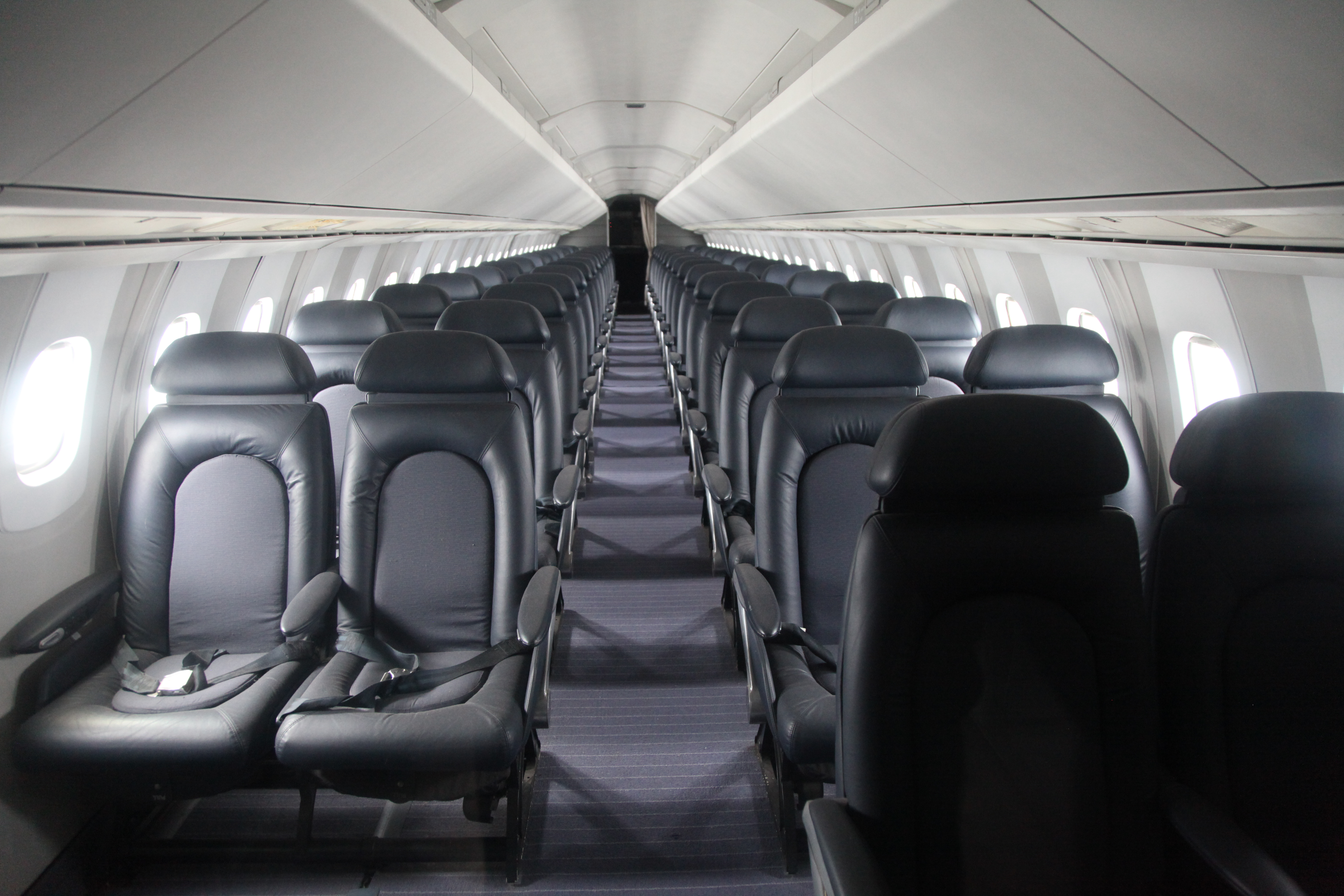
Kabin